# Museo Paleontológico de Sacaco
Museo Paleontológico de Sacaco o Museo de Sitio Sacaco, es un museo paleontológico en Perú, ubicado en el distrito de Bella Unión, uno de los trece distritos de la Provincia de Caravelí, ubicada en el Departamento de Arequipa. Forma parte del conjunto de museos de la Universidad Nacional Mayor de San Marcos adjunto a la Facultad de Ciencias Biológicas y filial del Museo de Historia Natural de Lima. El museo resguarda la Zona Paleontológica de Sacaco, reconocida por el Ministerio de Cultura del Perú como Patrimonio Cultural de la Nación, siendo esta uno de los Sitios Paleontológicos de las Cuencas Pisco y Camaná que en conjunto forma parte de la lista indicativa de posibles nominados como Patrimonio de la Humanidad en el Perú.

## Historia

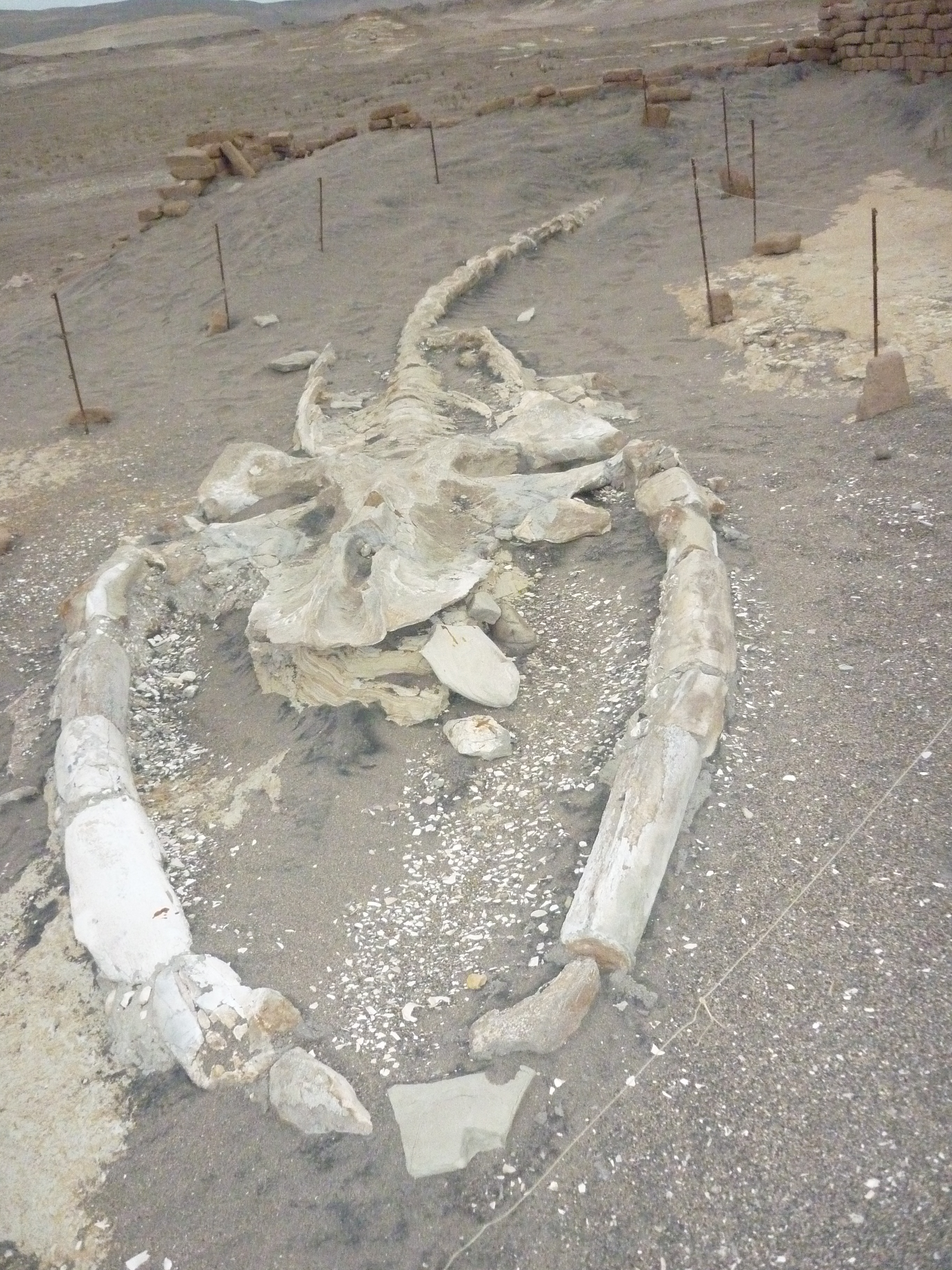
Fósil de ballena en Sacaco, con más de 5 millones de años de antigüedad.

Hace millones de años el actual desierto de Sacaco era una bahía con seres descomunales por sus dimensiones, una zona marina que a raíz de los cambios geológicos ha conservado los fósiles de diversas especies que vivieron durante el mioceno superior y el plioceno inferior entre los que sobresalen tiburones enormes, ballenas, ostras gigantes y megaterios, que hoy están al descubierto. En ese contexto, Hans Jacob Siber funda el Museo de Sitio Sacaco para preservar la zona paleontológica del mismo nombre, siendo así el único museo de sitio paleontológico natural del Perú, lugar donde se puede observar un laboratorio evolutivo natural con restos de fauna marina prehistórica.
El museo, filial del Museo de Historia Natural de la Universidad Nacional Mayor de San Marcos, se ubica a la altura del km 546 de la Panamericana Sur, cuenta con señalización y se llega a través de una trocha carrozable. Su horario de visita es de lunes a sábado de 9 a. m. a 3 p. m. El museo cuenta con una sala de exposición, la cual presenta una colección de fósiles marinos con una antigüedad de 10 millones de años. Además, abarca un área abierta que ha conservado los fósiles de diversas especies.